# Термограма

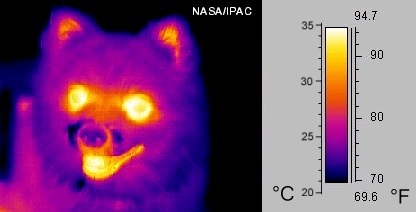
Термограма: собака в інфрачервоному спектрі

Термограма (рос. термограмма; англ. thermogram; нім. Thermogramm n) — 
- 1) У термографії — термограма — зображення в інфрачервоних променях, що показує картину розподілу температурних полів.

- 2) У термічному аналізі речовини — графік залежності температури досліджуваної речовини (або якої-небудь функції від цієї величини) від часу або температури зовнішнього середовища при безперервній зміні останньої за заданим законом (при фіксуванні різниці температур — диференціальна крива). Т. реєструється в процесі термічного аналізу речовини і є його результатом. Т. при нагріванні (охолодженні) речовини, називається кривою нагрівання (охолодження). Син. — термічна крива.

## Приклади застосування у різних галузях
- У нафтовидобуванні — крива розподілу температури по стовбуру свердловини (від гирла до вибою або у вибраному інтервалі глибин), знята не на початку експлуатації свердловини або після її тривалої зупинки (геотерма), а в процесі її роботи.